# Nakagawa-ku
Nakagawa (中川区, Nakagawa-ku) est l'un des 16 arrondissements de la ville de Nagoya au Japon. Il est situé à l'ouest de la ville.
En 2016, sa population est de 220 164 habitants pour une superficie de 32,02 km2, ce qui fait une densité de population de 6 880 hab./km2.

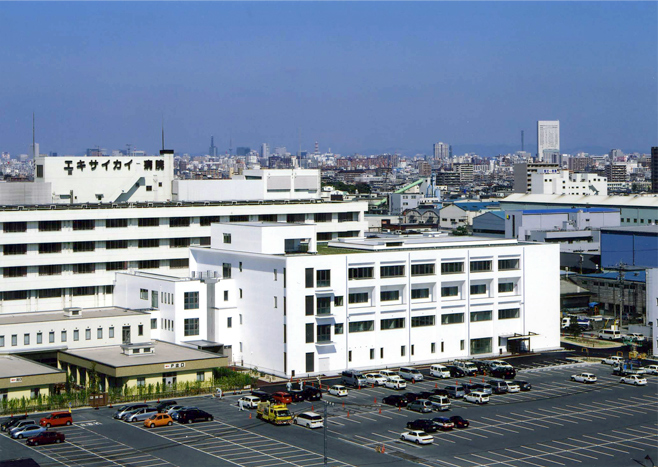
Vue de l'arrondissement.

## Histoire
L'arrondissement a été créé en 1937 après le redécoupage de l’arrondissement de Minami. Une partie de l'arrondissement correspond à l'ancien village de Masuda.

## Transport publics
L'arrondissement est desservi par plusieurs lignes ferroviaires :
- la ligne Higashiyama du métro de Nagoya,
- les lignes Tōkaidō et Kansai de la JR Central,
- la ligne Nagoya de la Meitetsu,
- la ligne Nagoya de la Kintetsu,
- la ligne Aonami de la Nagoya Rinkai Rapid Transit.